# Spelberoende
Spelberoende, spelmissbruk, patologiskt spelande eller ludomani är ett psykologiskt eller socialt beroende av hasardspel. Det kallas även hasardspelsyndrom i psykiatriska sammanhang. Spelberoende är en form av impulskontrollstörning, liksom kleptomani och pyromani.
I likhet med andra impulskontrollstörningar delar personer med spelberoende en del generella symtom med substansberoende: till exempel är det vanligt att behöva spela med allt större summor för att uppnå samma "kick", och en del spelberoende berättar även om abstinensliknande symtom, som rastlöshet och irritabilitet. 
Typer av spel som anses extra starkt kopplade till spelberoende är snabba spel där tiden mellan insats och vinst är kort. Detta inkluderar spelautomater av olika slag, som enarmade banditer, pokermaskiner, Jack Vegas och de i Sverige illegala Las Vegas-automaterna. Från och med den 1 januari 2018 ingår problem med spel om pengar i socialtjänstlagen och hälso- och sjukvårdslagen. Det innebär att kommuner och landsting blir ålagda att förebygga spelproblem. De ska också erbjuda stöd och behandling till personer som har allvarliga problem med spel om pengar.

## Historik
Problematiskt spelande anses ha funnits länge, men blev en officiell psykiatrisk diagnos 1980 då DSM-III utkom och introducerade termen pathological gambling. Tillståndet gick under åren 1994 till 2014 under det officiella namnet spelmani. I den aktuella versionen av DSM-5 modifierades kriterierna och namnet ändrades till hasardspelsyndrom.

## Diagnos
Spelmani kategoriseras i ICD-10 under rubriken "impulskontrollstörningar", tillsammans med intermittent explosivitet, kleptomani, pyromani, trichotillomani och impulskontrollstörning utan närmare specifikation. Ett annat namn på impulskontrollstörningar är vanestörningar (habit disorders).
Att regelbundet ägna sig åt hasardspel är inte nödvändigtvis spelberoende, inte ens om det är ett högriskbeteende, det kan vara en del av en livsstil. Ett spelande är patologiskt, det vill säga sjukt, enligt ICD-10 när det upptar en alltför stor del av personens liv, och personens liv raseras på grund av spelandet. Beroendet kännetecknas också av att personen innan spelet får en prodrom, en förfas som i detta fall kännetecknas av en ökad spänning. Vid spelet upplever den drabbade en "kick", och efteråt en lättnad. Hasardspel kan motiveras med att det ger självförverkligande (vid vinst), men för den som har ett spelberoende är spelandet i sig självt viktigare än vinsten. Spelberoendet kan leda till att personen börjar ljuga om skulder och spel för anhöriga, att personen blir aggressiv när spelandet och dess konsekvenser ifrågasätts, och att impulsen att spela inte kan kontrolleras - spelet har övertagit viljan, viljan kan inte kontrollera impulsen att spela. Till skillnad från tvångssyndrom är inte spelberoendet ångestfyllt så länge som personen ger vika för impulsen att spela (ångest kan dock uppkomma för de konsekvenser som spelet leder till).
Personer med affektiva störningar kan få liknande manier. För dessa personer är inte spelandet i sig grunden till sjukdomen - när en person med affektiv störning slutar spela letar personen efter en annan mani. För en person med spelberoende däremot, är personen botad när personen slutar spela. Likaså kan personer med antisocial personlighetsstörning spela bort pengar, men dessa saknar den skuldkänsla som personer med spelberoende får inför dem som drabbas av beroendet.
I likhet med andra impulskontrollstörningar, kan spelberoende bero på hämmade drifter, till exempel aggression.

## Risk
Självmordsrisken är femton gånger högre för den som har en spelberoendediagnos än för befolkningen i stort. Även då andra beroendesymtom eller deprssion föreligger.
En rapport från Statens folkhälsoinstitut presenterar följande översikt:
En vetenskaplig undersökning om spelvanor och spelmissbruk genomfördes i Sverige på nittonhundratalet.. Enligt denna hade omkring två procent av befolkningen i åldrarna 15-74 ett spelmissbruk och ytterligare cirka 7,8 procent riskabla spelvanor. Detta motsvarade cirka 128 000 spelmissbrukare, vilka har svårt att kontrollera sitt spelande och där spelandet fått allvarliga följder. Av dessa var det 38 000 personer som hade fått så allvarliga spelproblem att de kunde betecknas som spelberoende. Över en halv miljon hade riskabla spelvanor med mer övergående eller tillfälliga negativa konsekvenser.
Enligt den nationella folkhälsoenkäten, vilken Statens folkhälsoinstitut genomför varje år varierade andelen med riskabla spelvanor mellan 3,5 och 3,9 procent under åren 2004-2006. Resultaten från folkhälsoenkäten är dock svåra att jämföra med den tidigare undersökningen från 1997/98 eftersom olika mätmetoder har använts.
Liknande siffror förekommer i andra länder; i USA rapporterar National Council on Problem Gambling att cirka 1 % av befolkningen är drabbad av spelberoende ("pathological gambling") och att cirka 2-3 % håller på med problemartat spelande.

## Tecken och symtom på spelberoende
Utmattande spelsessioner har konsekvenser som manifesteras i hudens blekhet. Personen blir tyst, noga och oftast irriterad. Det är vanligt att personen får sömnproblem eftersom hen har svårt att slappna av, personen utvecklar humörssvängningar, slutar umgås med vänner och blir ofta sen med inlämningar. 

## Behandling
Enligt en forskningssammanställning från SBU finns det en del studier som tillsammans pekar på att KBT kan minska spel om pengar hos personer som har ett spelberoende. Däremot ger inte studierna svar på om spelandet skulle kunna upphöra helt eller om det blir färre dagar med spelande eller mindre belopp som satsas. Enligt sammanställningen är det också oklart om sättet att förmedla terapin har betydelse för effekten. Rapporten visar också att metoden motiverande samtal (MI) och varianter på denna troligen saknar kliniskt relevant effekt på antal dagar med spelande, satsade belopp eller skattad svårighetsgrad jämfört med bedömningssamtal och kort rådgivning.

## Förebyggande
År 2019 gjorde SBU en systematisk översikt av den samlade forskningen om olika åtgärder för att minska eller förhindra spel om pengar eller spelproblem. Översikten visar att det är möjligt att längre utbildningar på gymnasienivå kan minska antalet dagar som ungdomar spelar om pengar. Uppföljningstiden i studierna var dock kort (två till fyra månader) så effekten på längre sikt kunde inte bedömas. Det är också möjligt att den typ av återkoppling som ofta används vid spel online (så kallad personanpassad återkoppling utan normativ komponent) minskar antal speldagar. I fråga om övriga åtgärder var det vetenskapliga underlaget antingen otillräckligt, vilket innebär att effekterna inte gick att bedöma, eller så saknades det helt studier. Enligt SBU skulle forskningsfältet skulle vinna på en mer stringent metodik och en gemensam syn på till exempel vad som är viktigast att mäta i studier. Om studierna hade längre uppföljningstid skulle man också få veta om effekterna är ihållande eller inte.
I en tidigare rapport har SBU konstaterat att många ungdomar använder alkohol, narkotika, dopningspreparat, tobak och spel (ANDTS). Det är värdefullt att förebygga bruk och missbruk av ANDTS tidigt, eftersom riskfylld konsumtion som inleds i unga år tenderar att fortsätta resten av livet. Både individen och samhället påverkas under mycket lång tid.
Spelpaus
På spelpaus.se, Spelinspektionens nationella självavstängningsregister, kan spelare själva spärra sig för ALLA registrerade spel i Sverige som har licens. Det går att välja en paus på 1, 3 eller 6 månader, eller avstängning tills vidare. Tillsvidareavstängningen kan upphävas efter 12 månader. Det går inte att välja att stänga av sig från något enstaka spel.

## Sverige
Stöd ges av Stödlinjen för spelare och anhöriga. Det finns enstaka behandlingshem som enbart ägnar sig åt behandling av spelberoende. Övriga blandar klienter med olika beroenden, vilket är negativt för den spelberoende. Problemen kan även behandlas på liknande sätt som andra beroenden: till exempel finns det Anonyma Spelare-grupper med samma tolvstegsprogram som Anonyma Alkoholister. 
Sedan januari 2018 är spelmissbruk inskrivet i Socialtjänstlagen och Hälso- och sjukvårdslagen, med målsättningen att spelberoende ska få samma rätt till vård som personer med övriga missbruksdiagnoser.
Många tekniker grundar sig på kognitiv beteendeterapi (KBT); bland annat finns en KBT-baserad självhjälpsmetod som är utvecklad vid Uppsala universitet. Det finns också så kallade kamratföreningar och GA-grupper ("Gamblers Anonymous", Anonyma Spelare) på ett flertal orter.

## Källförteckning